# Gus Sonnenberg
Gustave Adolph Sonnenberg (* 6. März 1898 in Ewen, Michigan, USA; † 9. September 1944 in Bethesda, Maryland), Spitznamen: Dynamite, Iron Duke oder The Goat, war ein US-amerikanischer American-Football-Spieler und Wrestler. Er spielte als Tackle in der National Football League (NFL) unter anderem bei den Providence Steam Roller.

## Jugend
Gus Sonnenberg wurde als Sohn des deutsch/schwedischen Ehepaars Fred und Caroline Sonnenberg in Ewen geboren. Er wuchs auf einer Farm auf und besuchte zunächst eine kleine Landschule, bevor er mit einer älteren Schwester nach Marquette zog, um ab 1912 die dortige High School zu besuchen. Auf der High School spielte er auch American Football, zunächst auf der Position eines Guards, bevor er ab 1914 zum Tackle umgeschult wurde. 1915 gewann seine Mannschaft ungeschlagen die High-School-Meisterschaft. Neben American Football spielte er auch Basketball an der Schule und brachte es auch hier mit seinem Team zu Meisterehren.

## Sportlaufbahn

### Collegekarriere
Im Jahr 1916 erhielt Sonnenberg verschiedene Stipendien angeboten und entschloss sich, das Angebot des Dartmouth Colleges anzunehmen. Es gelang Sonnenberg sich der Footballmannschaft des Colleges anzuschließen und im gleichen Jahr wurde er in die Auswahlmannschaft der Collegeliga gewählt. Sonnenberg brach nach einem Jahr sein Studium ab und kehrte nach Marquette zurück. Dort spielte er in einer Lehrermannschaft Basketball und trainierte zwei High-School-Footballmannschaften. 1919 setzte er sein Studium am Dartmouth College fort und wechselte 1921 zur University of Detroit, wo er 1922 sein Jurastudium abschloss. An beiden Colleges spielte er erneut erfolgreich American Football.

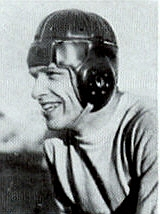
Wildcat Wilson

### Profikarriere
Im Jahr 1923 machten ihm die Green Bay Packers ein Vertragsangebot, er schloss sich aber den Columbus Tigers an, die er noch im gleichen Jahr verließ, um ein Spiel bei den Buffalo All-Americans zu spielen. 1924 unterschrieb Sonnenberg bei den Pottsville Maroons, die in der Anthracite League, einer Konkurrenzliga zur NFL, angesiedelt waren. Sonnenberg gewann mit seiner Mannschaft die Meisterschaft. In den Jahren 1925 und 1926 kehrte er in die NFL zurück und heuerte bei den Detroit Panthers an, die 1926 ihren Spielbetrieb einstellen mussten. 1927 wechselte Sonnenberg zusammen mit seinem Detroiter Head Coach Jimmy Conzelman zu den Providence Steam Roller. Die Mannschaft konnte im gleichen Jahr Wildcat Wilson verpflichten, der als einer der besten Runningbacks der damaligen Zeit galt. Die Mannschaft aus Providence gewann im Jahr 1928 die NFL-Meisterschaft. Das Team von Sonnenberg hatte acht von elf Spielen gewonnen und lediglich ein Spiel verloren.
Wie viele Footballspieler sah auch Gus Sonnenberg die Möglichkeit, sich mit professionellem Wrestling eine lukrative Einnahmemöglichkeit zu sichern. Am 24. Januar 1928 gab er in einem Kampf gegen Ivan Ludlow sein siegreiches Debüt. In einem hart geführten Titelkampf verlor er am 30. Juni 1928 den Titelkampf gegen Ed Lewis, den er allerdings im Wiederholungskampf am 4. Januar 1929 besiegen konnte. Sonnenberg spielte 1929 noch ein Spiel für die Steam Roller, setzte aber seine finanziell lukrativere Wrestlingkarriere fort. Alleine sein erster Titelkampf in der National Wrestling Association brachte ihm ein Salär von 7.500 US-Dollar ein. Am 10. Dezember 1930 verlor er seinen von der American Wrestling Association übertragenen Titel gegen Ed Don George in Los Angeles. Am 16. März 1939 konnte Sonnenberg seinen zweiten Meistertitel gewinnen. Er besiegte Marvin Westerberg, musste allerdings den Titel am 29. März 1939 nach einer Niederlage gegen Steve Casey wieder abgeben.

## Nach der Karriere
Sonnenberg blieb bis 1942 Profiwrestler und schloss sich dann der U.S. Navy an. Er starb in einem Krankenhaus in Bethesda an Leukämie und ist auf dem Park Cemetery in Marquette beerdigt.

## Ehrungen
Gus Sonnenberg wurde als Footballspieler fünfmal zum All Pro gewählt. Er ist Mitglied in der Pro Wrestling Hall of Fame und in der Upper Peninsula Sports Hall of Fame.